# William Wright (corsaro)
William Wright (fl. 1675 – 1682) è stato un corsaro inglese al servizio dei francesi e successivamente un bucaniere, artefice di numerose irruzioni nelle colonie spagnole durante il tardo secolo XVII.

## Biografia
Poco si sa di William Wright prima che si stabilisse a Saint-Domingue verso la metà del 1670. A seguito dell'incarico conferitogli dal governatore francese nel 1675, saccheggiò la colonia spagnola di Segovia (l'attuale Nicaragua) con altri corsari. Nel 1679, navigando verso le isole panamensi di San Blas, reclutò alcuni marinai prima di partire per la Costa dei Mosquito dove incontrò John Gret, amico di vecchia data. Fatto ritorno alle isole San Blas, Gret strinse per conto di Wright un'alleanza con i nativi del luogo che però, alcune settimane più tardi, non si rivelò sufficiente ai corsari guidati da Jean Bernanos ad assaltare la città spagnola di Chepo.
Poco dopo il fallito assalto, Wright lasciò Petit-Goâve con il capitano Thomas Paine navigando lungo le coste continentali caraibiche da Cartagena de Indias a Caracas e catturando una nave scortata dall'Armada de Barlovento. Nel maggio del 1680, mentre erano a La Blanquilla, Wright e Paine si unirono al capitano francese Michel de Grammont, anch'egli bucaniere, catturando il porto di Caracas, La Guaira, prima di essere cacciati dagli spagnoli nel mese di luglio.
Nel maggio dell'anno successivo Wright comandò un piccolo brigantino a palo dotato di quattro cannoni e con un equipaggio di quaranta uomini. Insieme ad altri otto corsari e a una cinquantina di bucanieri inglesi dell'Oceano Pacifico, Wright partì dalle isole San Blas con l'intenzione di saccheggiare una città spagnola, molto probabilmente Cartago in Costa Rica ma molti dei corsari mancarono all'appuntamento fissato all'isola di San Andrés. Wright proseguì catturando una tartana spagnola, che diede a una trentina di marinai inglesi dell'Oceano Pacifico che si erano rifiutati di sottostare al comando del corsaro francese con il quale erano partiti dalle isole San Blas.
Wright, con i capitani francesi Archembeau e Toccart navigò verso le Corn Island e poi verso il fiume di Bluefields dove si separò dai corsari francesi. Arrivato qualche settimana dopo a Bocas del Toro, Wright si unì al capitano olandese Yankey Willems, non legato ad alcun governo, e a settembre partirono insieme da Bocas del Toro alla volta della Colombia, dove catturarono una nave mercantile spagnola che trasportava zucchero e tabacco. Wright prese per sé la barca di Willem, che a sua volta prese il mercantile appena catturato, bruciò la sua nave e vendette la tartana spagnola catturata vicino Cartago a uno dei mercanti giamaicani che erano a bordo. A Curaçao cercarono di vendere il cargo spagnolo ma il governatore olandese li costrinse ad andarsene. Si diressero poi verso l'isola di Aves e l'arcipelago de Los Roques dove rimasero fino al febbraio 1682.
Non si conosce altro sulla vita di Wright dopo tale data anche se è probabile che in seguito fece ritorno nella sua casa di Saint-Domingue.